# Марк Емилий Пап (понтифекс)
Вижте пояснителната страница за други личности с името Марк Емилий Пап.
Марк Емилий Пап (на латински: Marcus Aemilius Papus; + 210 пр.н.е.) e държавник на Римската република през 3 век пр.н.е.
Той произлиза от фамилията Емилии и е вероятно син на Квинт Емилий Пап (консул 282 и 278 пр.н.е.) и по-голям брат на Луций Емилий Пап (консул 225 пр.н.е.).
През 225 пр.н.е. той е sacerdot и понтифекс. Той е Curio maximus (на Курията), държавен свещеник на бога Квирин в Древен Рим.
Умира през 210 пр.н.е..